# Sentimentally Yours
| Recensione                        | Giudizio    |
| --------------------------------- | ----------- |
| AllMusic                          | [ 1 ]       |
| The New Rolling Stone Album Guide | [ 2 ]       |
| Sputnikmusic                      | 3.4 (Great) |

Sentimentally Yours è un album discografico di Patsy Cline, pubblicato dalla casa discografica Decca Records nell'agosto del 1962.

## Tracce

### LP
Lato A
1. She's Got You – 2:49 (Hank Cochran) – Registrato il 17 dicembre 1961 al Bradley Film and Recording Studio di Nashville, Tennessee
2. Heartaches – 2:11 (Al Hoffman, John Klenner) – Registrato il 12 febbraio 1962 al Bradley Film and Recording Studio di Nashville, Tennessee
3. That's My Desire – 2:01 (Helmy Kresa, Carroll Loveday) – Registrato il 13 febbraio 1962 al Bradley Film and Recording Studio di Nashville, Tennessee
4. Your Cheatin' Heart – 2:19 (Hank Williams) – Registrato il 12 febbraio 1962 al Bradley Film and Recording Studio di Nashville, Tennessee
5. Anytime – 1:57 (Herbert Happy Lawson) – Registrato il 15 febbraio 1962 al Bradley Film and Recording Studio di Nashville, Tennessee
6. You Made Me Love You (I Didn't Want to Do It) – 2:45 (Joe McCarthy, James V. Monaco) – Registrato il 12 febbraio 1962 al Bradley Film and Recording Studio di Nashville, Tennessee

Lato B
1. Strange – 2:13 (Mel Tillis, Fred Burch) – Registrato il 25 agosto 1961 al Bradley Film and Recording Studio di Nashville, Tennessee
2. You Belong to Me – 2:41 (Pee Wee King, Redd Stewart, Chilton Price) – Registrato il 12 febbraio 1962 al Bradley Film and Recording Studio di Nashville, Tennessee
3. You Were Only Fooling (While I Was Falling in Love) – 1:56 (Larry Fotine, Billy Faber, Fred Meadows) – Registrato il 15 febbraio 1962 al Bradley Film and Recording Studio di Nashville, Tennessee
4. Half as Much – 2:28 (Curley Williams) – Registrato il 13 febbraio 1962 al Bradley Film and Recording Studio di Nashville, Tennessee
5. I Can't Help It (If I'm Still in Love with You) – 2:56 (Hank Williams) – Registrato il 15 febbraio 1962 al Bradley Film and Recording Studio di Nashville, Tennessee
6. Lonely Street – 2:32 (Carl Belew, W. S. Stevenson, Kenny Sowder) – Registrato il 15 febbraio 1962 al Bradley Film and Recording Studio di Nashville, Tennessee

## Musicisti
She's Got You
- Patsy Cline - voce solista
- Grady Martin - chitarra elettrica
- Randy Hughes - chitarra acustica
- Walter Haynes - chitarra steel
- Floyd Cramer - pianoforte
- Bill Pursell - organo
- Harold Bradley - basso elettrico
- Bob Moore - contrabbasso
- Buddy Harman - batteria
- The Jordanaires (gruppo vocale) - accompagnamento vocale-cori
- Owen Bradley - produttore

Heartaches / Your Cheatin' Heart / You Made Me Love You (I Didn't Want to Do It) / You Belong to Me
- Patsy Cline - voce solista
- Grady Martin - chitarra
- Ray Edenton - chitarra
- Randy Hughes - chitarra
- Walter Haynes - chitarra steel
- Bill Pursell - organo
- Harold Bradley - basso elettrico
- Bob Moore - contrabbasso
- Buddy Harman - batteria
- The Jordanaires (gruppo vocale) - accompagnamento vocale-cori
- Owen Bradley - produttore

That's My Desire / Half as Much
- Patsy Cline - voce solista
- Harold Bradley - chitarra
- Grady Martin - chitarra
- Ray Edenton - chitarra
- Randy Hughes - chitarra
- Walter Haynes - chitarra steel
- Bill Pursell - pianoforte
- Charlie McCoy - armonica
- Bob Moore - contrabbasso
- Buddy Harman - batteria
- The Jordanaires (gruppo vocale) - accompagnamento vocale-cori
- Owen Bradley - produttore

Anytime / You Were Only Fooling (While I Was Falling in Love) / I Can't Help It (If I'm Still in Love with You) / Lonely Street
- Patsy Cline - voce solista
- Harold Bradley - chitarra
- Grady Martin - chitarra
- Ray Edenton - chitarra
- Randy Hughes - chitarra
- Walter Hughes - chitarra steel
- Floyd Cramer - pianoforte
- Charlie McCoy - armonica
- Bob Moore - contrabbasso
- Buddy Harman - batteria
- Brenton Banks - violino
- Cecil Brower - violino
- Solie Fott - violino
- Lillian Hunt - violino
- Verne Richardson - violino
- The Jordanaires (gruppo vocale) - accompagnamento vocale-cori
- Owen Bradley - produttore

Strange
- Patsy Cline - voce solista
- Harold Bradley - chitarra
- Grady Martin - chitarra
- Randy Hughes - chitarra
- Walter Haynes - chitarra steel
- Hargus Robbins - pianoforte
- Bob Moore - contrabbasso
- Buddy Harman - batteria
- The Jordanaires (gruppo vocale) - accompagnamento vocale-cori
- Owen Bradley - produttore[7]

## Classifica
Singoli
| Anno | Titolo del brano | Classifica         | Posizione raggiunta |
| ---- | ---------------- | ------------------ | ------------------- |
| 1962 | She's Got You    | Billboard Hot 100  | 14                  |
| 1962 | Heartaches       | Billboard Hot 100  | 73                  |
| 1962 | Strange          | Billboard Hot 100  | 97                  |
| 1962 | She's Got You    | Adult Contemporary | 3                   |